# Det bedste sted er oppe i masten
Det bedste sted er oppe i masten er en dokumentarfilm instrueret af Claus Jacobsen.

## Handling
Med undertitlen - 147 døgn med fuldriggeren Danmark - berettes der om livet ombord på skoleskibet 'Danmark'. Filmen følger de 80 elevers hverdag gennem fem måneder og bygger på en af de unges dagbogsoptegnelser.